# Szent Emerenciána
Szent Emerenciána (i. sz. 3. század vége – Róma, 305 körül) a római katolikus egyház szentje. Gyermekként hitéért vértanúhalált halt.

## Élete
A hagiográfia szerint Emerenciána az ókori Rómában élt, Szent Ágnes tejtestvére és legjobb barátja volt, és körülbelül vele egyidős.
Ágnes kereszténnyé lett római nemesi család gyermeke volt, aki mártírhalált halt, mivel hite miatt nem volt hajlandó egy prefektus fiával megházasodni. Emerenciána, aki fogadott nővére példáját követve keresztény hitre tért, Ágnes sírjánál imádkozott, tanúságot téve hite mellett, és megfeddte a rómaiakat Ágnes megöléséért. Válaszul a tömeg halálra kövezte.
Halála pillanatában még nem volt vízzel megkeresztelve (ún. katekumen volt), ám a katolikus egyház szerint a vértanúhalált halt emberek részesülnek a keresztségben.
A Via Nomentana-i temetőben földelték el, maradványait a 11. században átszállították a közelben épült Sant'Agnese fuori le mura templomba, ahol az oltár alatt, Szent Ágnessel együtt nyugszik.

## Tisztelete
Ünnepnapja január 23-án van. Általában köveket, esetleg liliomot vagy pálmaágat tartó fiatal lányként ábrázolják.